# Bezirk Schluckenau

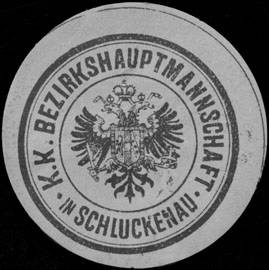
Siegelmarke C.K. Okresní hejtmanství ve Šluknově / Bezirkshauptmannschaft in Schluckenau

Der Bezirk Schluckenau (tschechisch politický okres Šluknov) war ein Politischer Bezirk in Böhmen. Die Bezirkshauptmannschaft (tschechisch Okresní hejtmanství ve Šluknově) saß in Schluckenau. Der Bezirk umfasste Gebiete im Böhmischen Niederland im heutigen Ústecký kraj (Okres Děčín). Das Gebiet gehörte seit 1918 zur neu gegründeten Tschechoslowakei und ist seit 1993 Teil Tschechiens.

## Geschichte
Die modernen, politischen Bezirke der Habsburgermonarchie wurden 1868 im Zuge der Trennung der politischen von der judikativen Verwaltung geschaffen.
Der Bezirk Schluckenau wurde 1868 aus den Gerichtsbezirken Schluckenau (tschechisch soudní okres Sluknov) und Hainspach (Haňšpach) gebildet.
Im Bezirk Schluckenau lebten 1869 46.599 Personen, wobei der Bezirk ein Gebiet von 3,3 Quadratmeilen und 22 Gemeinden umfasste.
1900 beherbergte der Bezirk 52.365 Menschen, die auf einer Fläche von 190,85 km² bzw. in 23 Gemeinden lebten.
Der Bezirk Schluckenau umfasste 1910 eine Fläche von 190,83 km² und eine Bevölkerung von 57.590 Personen. Von den Einwohnern hatten 92 Tschechisch und 55.656 Deutsch als Umgangssprache angegeben. Weiters lebten im Bezirk 1842 Anderssprachige oder Staatsfremde. Zum Bezirk gehörten zwei Gerichtsbezirke mit insgesamt 23 Gemeinden bzw. 26 Katastralgemeinden.